# Comalapa (Nicaragua)
Pour les articles homonymes, voir Comalapa.
Comalapa est une municipalité nicaraguayenne du département de Chontales au Nicaragua.